# Большой гей-мюзикл
«Большой гей-мюзикл» (англ. The Big Gay Musical) — музыкальная комедия режиссёров Каспера Андреаса и Фреда М. Карузо (он же является автором сценария) о двух молодых актёрах, исполняющих главные роли в театральной постановке на гей-тему.

## Сюжет
В фильме излагается версия создания мира в интерпретации авторов мюзикла: изгнав Адама и Еву из рая, Бог создал вместо них двух мужчин — Адама и Стива (в английском языке имена Ева и Стив созвучны и рифмуются). Главные герои фильма Пол и Эдди только что начали репетиции в театральной постановке альтернативного бродвейского театра «Адам и Стив: как их создал Бог». Пол и Эдди похожи на персонажей из спектакля, в котором они исполняют главные роли: Пол ищет идеального партнёра-мужчину, а Эдди обнаруживает, что  его гомосексуальность входит в противоречие с религиозным воспитанием.
Как и положено мюзиклу, в фильме много музыкальных номеров: танец ангелов, пересказ истории сотворения мира, протесты телепроповедников, лагерь депрограммирования, в котором из гомосексуалов пытаются сделать натуралов. К концу фильма герои понимают, что жизнь будет лучше и проще, если и они сами, и окружающие примут всё так, как оно есть на самом деле.

## В ролях
- Дэниэл Робинсон — Пол (Адам)
- Стив Хайес — Бог
- Джои Даддинг — Эдди (Стив)
- Селина Карвайал — Ева
- Джеф Мецл — Каин
- Лиз Маккартни — Пати Мэй
- Брент Корриган — мальчик по вызову
- Марти Томас — ангел Дорати
- Майкл Масто[англ.] — играет самого себя
- Джим Ньюман — Брюс
- Джордан Басс — парень из спортзала
- Джошуа Круз — Себастьян
- Майкл Лазар — танцор

## Саундтрек

Обложка диска с саундтреком к фильму

Альбом с саундтреком к фильму вышел 15 июля 2009 года:
1. «Creation» — Стив Хайес
2. «Eve’s Lament» — Селина Карвайал, Джеф Мецл
3. «Christian Medley» — Лиз Маккартни
4. «I Will Change» — Джои Даддинг
5. «Sing Me A Love Song/Someone Up There» — Дэниэл Робинсон
6. «Straight to Heaven» — Джим Ньюман
7. «I Wanna Be A Slut» — Дэниэл Робинсон
8. «I Am Alone» — Дэниэл Робинсон, Стив Хайес, Джои Даддинг
9. «God Loves Gays» — Марти Томас
10. «Finale» — Дэниэл Робинсон, Стив Хайес, Джои Даддинг

## Интересные факты
- У фильма есть короткометражный предшественник «Нужно иметь гордость: Большой весёлый мюзикл» («Gotta Have Pride: The Big Gay Musical»), снятый в 2004 году;
- Фильм был снят в Нью-Йорке за семнадцать дней;
- Сцена в Центральном парке снималась «на ходу» и без разрешения властей;
- Большинство актёров, исполняющих роли в фильме, до этого принимали участие в бродвейских мюзиклах[4];
- В роли мальчика по вызову в фильме снялся известный актёр американского гей-порно и модель Брент Корриган;
- В начале фильма театральный критик из «Village Voice» и телеведущий Майкл Масто[англ.], играющий самого себя, возмущается скучным спектаклем.